# Jastrebnik
Jastrebnik je naselje v Občini Šmartno pri Litiji.